# Marieux
Marieux é uma comuna francesa na região administrativa de Altos da França, no departamento de Somme. Estende-se por uma área de 4,07 km². Em 2010 a comuna tinha 127 habitantes (densidade: 31,2 hab./km²).